# Skimsåstjärnen (Hällesjö socken, Jämtland, på Söåflon)
Skimsåstjärnen är en sjö i Bräcke kommun i Jämtland och ingår i Ljungans huvudavrinningsområde.